# Alberto I, duque de Sajonia
Alberto I (en alemán, Albrecht I.; h. 1175-7 de octubre de 1260) fue un duque de Sajonia, Angria, y Westfalia; señor de Nordalbingia; conde de Anhalt; y príncipe elector y archimariscal del Sacro Imperio Romano Germánico. Aunque su abuelo Alberto el Oso había disfrutado del ducado sajón entre 1138 y 1142, este Alberto es al que se cuenta como el primero.

## Biografía
Miembro de la casa de Ascania, Alberto era el hijo menor de Bernardo III de Sajonia, y Brígida de Dinamarca, hija de Canuto V de Dinamarca. Después de la muerte de su padr en 1212, los hijos supervivientes del difunto duque dividieron las tierras de acuerdo con las leyes de la casa de Ascania: el mayor Enrique recibió Anhalt y el menor Alberto el ducado sajón. Alberto apoyó al emperador Otón en sus guerras contra los Hohenstaufen.[cita requerida]
En 1218 el tío materno de Alberto, el príncipe-arzobispo Valdemar de Dinamarca, quien había sido depuesto de su principado-arzobispado de Bremen, se refugió en Sajonia, antes de unirse a la abadía de Loccum como monje.[cita requerida]
El 22 de julio de 1227 Alberto I resultó vencedor en la batalla de Bornhöved, liderando el ala izquierda del imperio, su anteriormente disputado rango como señor feudal de los condes de Schauenburg y Holstein, un privilegio, sin embargo, perdido por su sucesor Juan V en 1474. Después de Bornhöved Alberto reforzó y extendió su fortaleza y castillo en Lauenburgo del Elba, que su padre Bernardo había erigido en 1182.
Alberto entró en conflicto con Ludolfo I, príncipe-obispo de Ratzeburg, y apresó a Ludolfo, donde resultó maltratado y más tarde enviado al exilio.
Después de la muerte de Alberto en la abadía de Lehnin, sus hijos el mayor Juan I y el menor Alberto II, gobernaron juntos como duques de Sajonia. A Juan lo sucedieron sus tres hijos Alberto III, Eric I y Juan II, hasta antes del 20 de septiembre de 1296 dividieron Sajonia en Sajonia-Lauenburgo y Sajonia-Wittenberg, con los hermanos gobernando conjuntamente el primero, y Alberto II gobernando el último.

## Matrimonios y descendencia
En 1222 Alberto se casó con Inés de Austria (n. 1206-f. antes del 29 de agosto de 1226) hija del duque Leopoldo VI de Austria. Su descendencia fue la siguiente:
- Bernardo (m. después de 1238)
- Juta de Sajonia, (1) ∞ 17 de noviembre de 1239 con el rey Erico IV de Dinamarca (1216-1250); y (2) ∞ Burcardo VIII de Querfurt-Rosenburg, burgrave de Magdeburgo (1273-1313 documentado)
- Ana María (m. 7 de enero de 1252), ∞ duque Barnim I de Pomerania
- Brígida (Brigitte Jutta, m. 4 de abril de 1266), prometida de Otón de Brunswick y Lunenburgo, ∞ antes de 1255 con el margrave Juan I de Brandemburgo [fundador de la línea juana de Brandemburgo-Stendal]
- Matilde (Mechthild) (m. 28 de julio de 1266), ∞ h. 1241 conde Juan I de Schauenburg y Holstein-Kiel

En 1238 Alberto se casó con Inés de Turingia (1205-1246), hija del landgrave Hermann I de Turingia, y fueron sus descendientes:
- Inés, ∞ duque Enrique de Silesia-Breslau
- Judith (Jutta), ∞ m. 1255, Juan I de Brandemburgo; 2m: Burcardo VIII de Rosenburg, burgrave de Magdeburgo
- Margarita (d. 1265), ∞ 1264 conde Helmoldo III de Schwerin

En 1247 Alberto se casó con Elena de Brunswick-Luneburgo (1231-6 de septiembre de 1273), hija del duque Otón el Niño. Tuvieron como hijos:
- Elena (1247-12 de junio de 1309), (1) ∞ en 1266 duque Enrique III el Blanco de Silesia-Breslau, y (2) ∞ en 1275 burgrave Federico III de Núremberg.
- Isabel (m. antes del 2 de febrero de 1306), (1) ∞ en 1250 conde Juan I de Schauenburg y Holstein-Kiel, (2) ∞ en 1265 conde Conrado I de Brehna
- Juan I (n. después de 1248-30 de julio de 1285, en Wittenberg del Elba), gobernó el ducado de Sajonia conjuntamente con su hermano menor Alberto II, dimitió en 1282, Juan I se casó en 1257 con Ingeborg Birgersdotter de Småland (1247/o h. 1253-1302), hija o nieta de Birger jarl
- Alberto (Albrecht) II (1250-25 de agosto de 1298*), gobernó el ducado de Sajonia conjuntamente con su hermano mayor Juan II (hasta 1282), luego con los hijos de este último (hasta 1296), luego como el único duque del ducado desgajado Sajonia-Wittenberg, ∞ en 1273 Inés (o Hagne) (h. 1257-11 de octubre de 1322, en Wittenberg), hija del rey Rodolfo I de Alemania
- Rodolfo (m. después de 1269), ∞ Ana, hija del conde palatino Luis de Baviera.

## Ancestros
|  |                                  |  |  |  |  |  |  |  |  |  |  |  |  |  |  |  |
|  | 16. Adalberto II de Ballenstedt  |  |  |  |  |  |  |  |  |  |  |  |  |  |  |  |
|  |                                  |  |  |  |  |  |  |  |  |  |  |  |  |  |  |  |
|  |                                  |  |  |  |  |  |  |  |  |  |  |  |  |  |  |  |
|  | 8. Otón de Ballenstedt           |  |  |  |  |  |  |  |  |  |  |  |  |  |  |  |
|  |                                  |  |  |  |  |  |  |  |  |  |  |  |  |  |  |  |
|  |                                  |  |  |  |  |  |  |  |  |  |  |  |  |  |  |  |
|  | 17. Adelaida de Meissen          |  |  |  |  |  |  |  |  |  |  |  |  |  |  |  |
|  |                                  |  |  |  |  |  |  |  |  |  |  |  |  |  |  |  |
|  |                                  |  |  |  |  |  |  |  |  |  |  |  |  |  |  |  |
|  | 4. Alberto el Oso                |  |  |  |  |  |  |  |  |  |  |  |  |  |  |  |
|  |                                  |  |  |  |  |  |  |  |  |  |  |  |  |  |  |  |
|  |                                  |  |  |  |  |  |  |  |  |  |  |  |  |  |  |  |
|  | 18. Magnus de Sajonia            |  |  |  |  |  |  |  |  |  |  |  |  |  |  |  |
|  |                                  |  |  |  |  |  |  |  |  |  |  |  |  |  |  |  |
|  |                                  |  |  |  |  |  |  |  |  |  |  |  |  |  |  |  |
|  | 9. Eilika de Sajonia             |  |  |  |  |  |  |  |  |  |  |  |  |  |  |  |
|  |                                  |  |  |  |  |  |  |  |  |  |  |  |  |  |  |  |
|  |                                  |  |  |  |  |  |  |  |  |  |  |  |  |  |  |  |
|  | 19. Sofía de Hungría             |  |  |  |  |  |  |  |  |  |  |  |  |  |  |  |
|  |                                  |  |  |  |  |  |  |  |  |  |  |  |  |  |  |  |
|  |                                  |  |  |  |  |  |  |  |  |  |  |  |  |  |  |  |
|  | 2. Bernardo I (o III) de Sajonia |  |  |  |  |  |  |  |  |  |  |  |  |  |  |  |
|  |                                  |  |  |  |  |  |  |  |  |  |  |  |  |  |  |  |
|  |                                  |  |  |  |  |  |  |  |  |  |  |  |  |  |  |  |
|  | 20. Meginardo IV de Formbach     |  |  |  |  |  |  |  |  |  |  |  |  |  |  |  |
|  |                                  |  |  |  |  |  |  |  |  |  |  |  |  |  |  |  |
|  |                                  |  |  |  |  |  |  |  |  |  |  |  |  |  |  |  |
|  | 10. Herman I de Winzenburg       |  |  |  |  |  |  |  |  |  |  |  |  |  |  |  |
|  |                                  |  |  |  |  |  |  |  |  |  |  |  |  |  |  |  |
|  |                                  |  |  |  |  |  |  |  |  |  |  |  |  |  |  |  |
|  | 21. Matilde de Reinhausen        |  |  |  |  |  |  |  |  |  |  |  |  |  |  |  |
|  |                                  |  |  |  |  |  |  |  |  |  |  |  |  |  |  |  |
|  |                                  |  |  |  |  |  |  |  |  |  |  |  |  |  |  |  |
|  | 5. Sofía de Winzenburg           |  |  |  |  |  |  |  |  |  |  |  |  |  |  |  |
|  |                                  |  |  |  |  |  |  |  |  |  |  |  |  |  |  |  |
|  |                                  |  |  |  |  |  |  |  |  |  |  |  |  |  |  |  |
|  | 11. una condesa de Everstein     |  |  |  |  |  |  |  |  |  |  |  |  |  |  |  |
|  |                                  |  |  |  |  |  |  |  |  |  |  |  |  |  |  |  |
|  |                                  |  |  |  |  |  |  |  |  |  |  |  |  |  |  |  |
|  | 1. Alberto I, duque de Sajonia   |  |  |  |  |  |  |  |  |  |  |  |  |  |  |  |
|  |                                  |  |  |  |  |  |  |  |  |  |  |  |  |  |  |  |
|  |                                  |  |  |  |  |  |  |  |  |  |  |  |  |  |  |  |
|  | 24. Nicolás I de Dinamarca       |  |  |  |  |  |  |  |  |  |  |  |  |  |  |  |
|  |                                  |  |  |  |  |  |  |  |  |  |  |  |  |  |  |  |
|  |                                  |  |  |  |  |  |  |  |  |  |  |  |  |  |  |  |
|  | 12. Magnus I de Suecia           |  |  |  |  |  |  |  |  |  |  |  |  |  |  |  |
|  |                                  |  |  |  |  |  |  |  |  |  |  |  |  |  |  |  |
|  |                                  |  |  |  |  |  |  |  |  |  |  |  |  |  |  |  |
|  | 25. Margarita Fredkulla          |  |  |  |  |  |  |  |  |  |  |  |  |  |  |  |
|  |                                  |  |  |  |  |  |  |  |  |  |  |  |  |  |  |  |
|  |                                  |  |  |  |  |  |  |  |  |  |  |  |  |  |  |  |
|  | 6. Canuto V de Dinamarca         |  |  |  |  |  |  |  |  |  |  |  |  |  |  |  |
|  |                                  |  |  |  |  |  |  |  |  |  |  |  |  |  |  |  |
|  |                                  |  |  |  |  |  |  |  |  |  |  |  |  |  |  |  |
|  | 26. Boleslao III de Polonia      |  |  |  |  |  |  |  |  |  |  |  |  |  |  |  |
|  |                                  |  |  |  |  |  |  |  |  |  |  |  |  |  |  |  |
|  |                                  |  |  |  |  |  |  |  |  |  |  |  |  |  |  |  |
|  | 13. Riquilda de Polonia          |  |  |  |  |  |  |  |  |  |  |  |  |  |  |  |
|  |                                  |  |  |  |  |  |  |  |  |  |  |  |  |  |  |  |
|  |                                  |  |  |  |  |  |  |  |  |  |  |  |  |  |  |  |
|  | 27. Salomé de Berg               |  |  |  |  |  |  |  |  |  |  |  |  |  |  |  |
|  |                                  |  |  |  |  |  |  |  |  |  |  |  |  |  |  |  |
|  |                                  |  |  |  |  |  |  |  |  |  |  |  |  |  |  |  |
|  | 3. Brígida de Dinamarca          |  |  |  |  |  |  |  |  |  |  |  |  |  |  |  |
|  |                                  |  |  |  |  |  |  |  |  |  |  |  |  |  |  |  |
|  |                                  |  |  |  |  |  |  |  |  |  |  |  |  |  |  |  |